# Isabel Abedi
Isabel Abedi (* 3. března 1967 Mnichov, Německo) je německá autorka knih pro děti.

## Život
Isabel Abedi se narodila 3. března 1967 v Mnichově, kde se svou rodinou, manželem a dvěma dcerami, žije. Své dětství a dospívání prožila v Düsseldorfu. Po ukončení střední školy se rozhodla absolvovat stáž filmové produkce v Los Angeles. Po svém návratu se uchýlila do Hamburku, kde třináct let pracovala jako reklamní textařka. Po večerech psala dětské a obrázkové příběhy a snila o tom, že jednoho dne z toho bude moci žít. Sen se jí splnil, vydala několik úspěšných knih pro děti, z nichž podstatná část získala ocenění a byla přeložena do mnoha jazyků.
Její bestseller Whisper – Šepot byl v roce 2006 nominován na Cenu za literaturu pro mládež – Jungendliteraturpreis. V češtině vydalo knihu roku 2009 nakladatelství Víkend (Šepot, ISBN 978-80-7222-639-9), z německého originálu přeložil Lukáš Novotný.